# Jacuizinho
Jacuizinho is een gemeente in de Braziliaanse deelstaat Rio Grande do Sul. De gemeente telt 2.765 inwoners (schatting 2009).

## Aangrenzende gemeenten
De gemeente grenst aan Arroio do Tigre, Campos Borges, Espumoso, Fortaleza dos Valos, Salto do Jacuí en Tunas.